# Predestinación
Predestinación (del latín praedestinatĭo  -ōnis.) significa conocer anticipadamente el destino de una persona o cosa. Es una doctrina cristiana basada en los textos bíblicos, la cual afirma que Dios desde la eternidad determinó lo que quiere hacer con cada una de sus criaturas, ordenando a unas para la vida eterna y a otras para condenación perpetua, de acuerdo al fin y condición para el que fueron creadas.
Se diferencia de otras interpretaciones como el determinismo o el libre albedrío. 
En particular la predestinación concierne a la decisión de Dios que no hace nada injusto, su voluntad es la regla suprema de toda justicia. Dios siendo Bondad y Justicia es su propia ley para sí mismo, es la Ley de todas las leyes.
El protestante Calvino es el autor más representativo de esta doctrina. Las discusiones teológicas en el cristianismo tienen que ver con la relación entre la omnisciencia divina y el libre albedrío del ser humano, así como con la relación entre la omnipotencia de Dios y el problema del mal y también con la relación entre la justicia y la misericordia en Dios. En algunos momentos de la historia ha tenido especial incidencia la cuestión sobre el valor de las obras humanas y la salvación.

## Calvinismo y predestinación
Juan Calvino "creía en la doble predestinación, es decir, en que desde el principio de la Creación Dios había predeterminado ya quién se salvaría y quién se condenaría". Aunque pudiera parecer que una doctrina en la que, independientemente de lo que uno haga, Dios ya ha predeterminado si este se salvará o no, no sea el mejor estímulo para alentar un comportamiento moral, en la práctica tuvo gran influencia. Esto lo explica: "puesto que obrar y vivir en el temor de Dios se interpreta como síntoma de que se es uno de los pocos elegidos, todos desean descubrir en sí mismos los signos de la gracia divina y obran convenientemente. La doctrina de Calvino era una especie de profecía que se cumplía a sí misma".

## Iglesia Católica
De acuerdo con el Catecismo de la Iglesia Católica:
Para Dios todos los momentos del tiempo están presentes en su actualidad. Por tanto, establece su designio eterno de "predestinación" incluyendo en él la respuesta libre de cada hombre a su gracia.
La Iglesia católica rechaza la creencia de "doble predestinación" de Calvino afirmando que "Dios no predestina a nadie a ir al Infierno; para que eso suceda es necesaria una aversión voluntaria a Dios (un pecado mortal), y persistir en él hasta el final".

## Contrastado con otras clases del determinismo
En el budismo chino, la predestinación es una traducción de yuanfen, que no implica necesariamente la existencia ni la participación de una deidad. La predestinación en este sentido toma un significado muy literal: pre- (antes) y destino, en una manera muy recta que indica que algunos acontecimientos parecen sucederse encadenadamente.
La predestinación se puede utilizar en ocasiones para referirse a otras ideas, materialistas, espiritistas, no-teístas o politeístas del determinismo, destino, porvenir, juicio final o karma. Tales creencias o sistemas filosóficos pueden tener cualquier resultado finalmente determinado por la interacción compleja de múltiples fuerzas, posiblemente inmanentes, posiblemente impersonales, e iguales, antes que el asunto de la elección consciente del Creador. 
Por ejemplo, algunos pueden hablar de predestinación desde una perspectiva puramente física, tal como en una discusión del viaje por el tiempo. En este caso, antes que a la vida después de la muerte, la predestinación se refiere a cualquier acontecimiento que ocurrirá en el futuro. En un universo predestinado en el que el futuro es inmutable, sólo un conjunto de acontecimientos puede ocurrir; en un universo no predestinado, el futuro es mutable y puede cambiar.
Por último, antitéticas al determinismo de cualquier tipo son las teorías del cosmos que afirman que cualquier resultado es últimadamente imprevisible, el ludibrium o burla de la suerte, de la oportunidad o del caos.
Toda concepción de un cosmos ordenado o racional tiene implicaciones deterministas, como una consecuencia lógica de la idea de la previsibilidad. Pero la predestinación se refiere generalmente a un tipo específicamente religioso del determinismo, especialmente encontrado en varios sistemas monoteístas donde la omnisciencia es atribuida a Dios, inclusive la cristiandad y el Islam.

## Predestinación y omnisciencia
La discusión de la predestinación implica generalmente la consideración de si Dios es omnisciente, o eterno o atemporal (fuera del flujo del tiempo en nuestro universo). En términos de estas ideas, Dios puede ver el pasado, el presente y el futuro, para que Dios sepa efectivamente el futuro. Si Dios en algún sentido sabe tempranamente lo que sucederá, entonces los acontecimientos en el universo se predeterminan efectivamente del punto de vista de Dios. Esto en sí mismo no es predestinación (aunque implique el determinismo). La predestinación implica que Dios ha determinado el avance de lo que será el destino de las criaturas, no que esté simplemente enterado.
El Judaísmo puede aceptar la posibilidad de que Dios es atemporal; algunas formas de la teología judía enseñan esta virtud como un principio de la fe, mientras que otras formas del judaísmo no. Los judíos pueden utilizar la omnisciencia del término, o la preordenación como un corolario de omnisciencia, pero rechazan normalmente la idea de la predestinación como una idea completamente extraña que no tiene lugar en su religión. 
El islam tiene tradicionalmente fuertes puntos de vista acerca de la predestinación semejante a algunos que se encuentran en la cristiandad. En el islam, Alá sabe y ordena cualquier cosa que pasa. Los musulmanes creen que Dios es literalmente atemporal, eterno y omnisciente al mismo tiempo.
En la filosofía, la relación entre la presciencia y la predestinación es una parte central de la Paradoja de Newcomb.